# Allodiopsis korolevi
Allodiopsis korolevi är en tvåvingeart som beskrevs av Zaitzev 1982. Allodiopsis korolevi ingår i släktet Allodiopsis och familjen svampmyggor. Arten har ej påträffats i Sverige. Inga underarter finns listade i Catalogue of Life.